# Master Sergeant
Master Sergeant ist ein militärischer Dienstgrad in der Unteroffizierslaufbahn englischsprachiger Streitkräfte.

## U.S. Army
Der Master Sergeant der United States Army (Abkürzung MSG) hat den NATO-Rangcode OR-8. Die übliche Anrede ist Sergeant. Er ist der fünfte Unteroffiziersrang („non-commissioned officer“) und der zweite „senior non-commissioned officer“ der Army. Bei der Bundeswehr entspricht diese Rangstufe dem Stabsfeldwebel, während im Österreichischen Bundesheer der Oberstabswachtmeister diese Position einnimmt.
| Dienstgrad                      |                                |                       |
| niedriger: Sergeant First Class | Master Sergeant First Sergeant | höher: Sergeant Major |

## U.S. Air Force
Der Master Sergeant der United States Air Force (Abkürzung MSgt) hat den NATO-Rangcode OR-7. Die übliche Anrede ist Sergeant. Er ist der dritte Unteroffiziersrang („non-commissioned officer“) und der unterste „senior non-commissioned officer“ der Air Force. Bei der Bundeswehr entspricht diese Rangstufe dem Hauptfeldwebel, während im Österreichischen Bundesheer der Stabswachtmeister diese Position einnimmt.
| Dienstgrad                    |                 |                               |
| niedriger: Technical Sergeant | Master Sergeant | höher: Senior Master Sergeant |

Ab dem Dienstgrad Master Sergeant kann ein Soldat der U.S. Air Force als First Sergeant eingesetzt werden. Dies ist eine spezielle Dienststellung für den dienstältesten Unteroffizier einer Einheit, der direkt dem Einheitskommandeur untersteht, ähnlich dem Kompaniefeldwebel der Bundeswehr.

Zur Unterscheidung wird das Dienstgradabzeichen des First Sergeant um die „französische Raute“ ergänzt.

## U.S. Marine Corps
Der Master Sergeant des United States Marine Corps (Abkürzung MSgt) hat den NATO-Rangcode OR-8. Die übliche Anrede ist Master Sergeant. Er ist der fünfte Unteroffiziersrang („non-commissioned officer“) und der zweite „senior non-commissioned officer“ des Marine Corps. Als Besonderheit des Marine Corps wird ab dem Master Sergeant von „staff non-commissioned officers“ gesprochen. Bei der Bundeswehr entspricht diese Rangstufe dem Stabsfeldwebel, während im Österreichischen Bundesheer der Oberstabswachtmeister diese Position einnimmt.
| Dienstgrad                  |                                |                                |
| niedriger: Gunnery Sergeant | Master Sergeant First Sergeant | höher: Master Gunnery Sergeant |